# Guido da Toscânia
Gui (também Guido ou Wido; criado Leo, chamado de o Filósofo) (falecido em 3 de fevereiro de 929) foi conde e duque de Lucca e marquês da Toscânia, desde 915, após a morte de seu pai Adalberto II, à sua própria morte em 929. Esteve originalmente sob a regência de sua mãe, Berta, filha de Lotário II da Lotaríngia, até 916.
Manteve corte em Mântua em torno dos anos 920. Em 924 ou 925, se tornou o segundo marido de Marózia, senatrix patricia Romanorum. Teve uma filha, Teodora (ou Berta) e, provavelmente, alguns outros filhos que nada mais é conhecido. Nenhum dose seus filhos sobreviveram e ele foi sucedido na Toscânia por seu irmão Lamberto.